# Иоффе, Сёма Лейбович
Сёма Ле́йбович Ио́ффе (род. 13 января 1938, Москва) — советский и российский химик-органик, доктор химических наук (1980), профессор, заслуженный деятель науки Российской Федерации (2014), ведущий научный сотрудник ИОХ РАН.

## Биография
Родился 13 января 1938 года в Москве. Отец Сёмы Лейбовича был директором крупной фабрики металлоизделий, в связи с чем в армию во время войны он призван не был. Однако в детские годы Сёмы Лейбовича его отец был арестован, и дальнейшим воспитанием его сестры и его самого занималась мать. В начале ВОВ семья Сёмы Лейбовича была эвакуирована в Саратовскую область, однако в 1943 году вновь вернулась в Москву.
В 1945 году поступил в 665 Московскую школу, с 1949 года перешёл в 56 школу, где обучался вместе в академиком Легасовым, в честь которого и была в дальнейшем названа эта школа. В 1955 году поступил в Менделеевский институт на факультет химической технологии топлива.
Выпускник факультета химической технологии топлива Московского химико-технологического института им. Д. И. Менделеева.
Дважды женат, с первой женой познакомился во время обучения в Менделеевском институте.

## Научная деятельность
Научной работой Сёма Лейбович начал заниматься в студенческие годы, параллельно обучаясь в Менделеевском институте. Первый опыт научной работы Сёма Лейбович получил на кафедре физической химии, где вместе с коллегами изучал процесс мутаротации глюкозы. Диплом Сёма Лейбович выполнял в ИОХ имени Н. Д. Зелинского под руководством д.х.н., профессора Евгения Андреевича Чернышова, где изучал свойства хлорароматических соединений при высокой температуре. После защиты диплома продолжил работать в ИОХе в лаборатории взрывчатых веществ под руководством В. А. Тартаковского, где в 1964 году защитил кандидатскую диссертацию по соединениям бора и химическим свойствам диборана. Большое количество статей и работ было посвящено химии соединений азота и нитронатов в частности . В рамках написания докторской диссертации (защитил в 1978, степень утверждена в 1980 году) был получен N-нитроазиридин. В молодости уделял время элементоорганической химии и соединениям бора (в особенности боранам). Большое внимание Сёма Лейбович уделял силилированию нитронатов и других соединений азота. В значительной степени благодаря этим исследованиям были открыты и другие химические свойства нитронатов, позволяющие использовать их для синтеза природных соединений или лекарств. Вместе с коллегами занимался исследованием различных свойств нитросоединений. В этих исследованиях рассмотрена реакционная способность некоторых нитросоединений, содержащих другие функциональные группы, например, амино- или нитрильную группы. Это позволяет предлагать новые решения сложных синтетических проблем, связанных с селективным восстановлением нитрогрупп в различных соединениях. Занимался систематизацией методов синтеза α-нитроэлементоорганических соединений, что значительно упростило их синтез в лабораторных условиях.
За годы работы в ИОХ РАН Сёмой Лейбовичем было подготовлено 15 аспирантов и большое количество дипломников. Он автор и соавтор более 100 научных статей и нескольких патентов, например, . Количество цитирований статей в журналах по данным Web of Science: 980, Scopus: 743. Принимал участие в нескольких грантах РФФИ.

## Интересы
Сёма Лейбович является большим любителем активного отдыха и путешествий. В юности занимался туризмом и автотуризмом, побывал в Средней Азии. Увлекается горными и беговыми лыжами.

## Награды
Сёма Лейбович является заслуженным деятелем науки и техники Российской Федерации, получил медаль «За освоение целинных земель».

## Образовательная деятельность
Преподавал в Московском химическом лицее, читал спецкурс «Методы ЯМР в работе химика исследователя».